# Yogeshwar Dutt
Yogeshwar Dutt (Distrito de Sonipat, 2 de noviembre de 1982) es un luchador indio. Pertenece a una familia de brahmanes en Haryana. Él ganó la medalla de bronce en los Juegos Olímpicos de 2012 en los 60 kg de Lucha libre masculina. Fue galardonado con el Padma Shri por el Gobierno de la India en 2013.

## Carrera
Él comenzó a luchar desde la muy temprana edad de 8 años. Su inspiración fue Balraj Pehlwan que era de su pueblo natal y se formó bajo la dirección del entrenador Ramphal.
En los Juegos de la Mancomunidad en Delhi 2010, Yogeshwar superó una lesión en la rodilla que amenazó su carrera al ganar el título de 60 kg. Yogeshwar, se enfrentó al australiano Farzad Tarash (16-0, 17-0), el sudafricano Marius Loots (7-1) y Sasha Madyarchyk de Inglaterra (4-4, 8-0) en su camino a la final, se acercó con un rendimiento excepcionalmente hábil para ganar el oro para la India.